# Référendum constitutionnel turc de 2017
Le référendum de 2017 en Turquie est un scrutin qui a eu lieu le 16 avril 2017. Il vise à inscrire dans la Constitution de 1982 les amendements de 2017 qui constituent le passage des institutions d'un régime parlementaire vers un régime présidentiel.

## Projet

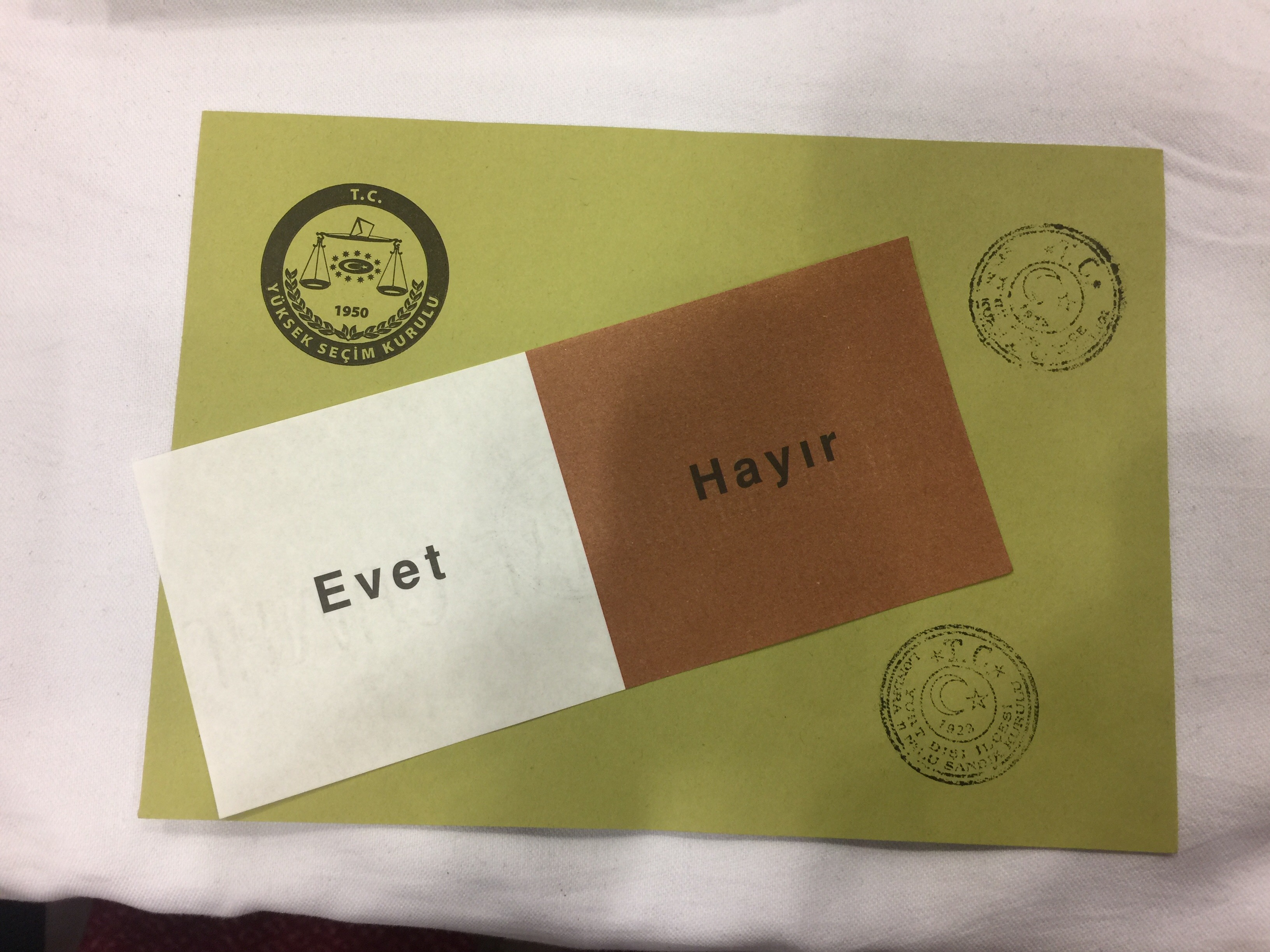
Bulletins de vote oui (blanc) et non.

Le projet de réforme constitutionnelle entend supprimer le poste de Premier ministre, ses pouvoirs étant conférés au président qui deviendrait le chef de l'exécutif, tandis qu'un poste de vice-président de la république de Turquie est créé. Il s'agit aussi de faire coïncider les dates des élections législatives et présidentielles et enfin à réformer la Justice. En effet, alors que la Constitution de 1982 garantit l'indépendance de la justice, dans ce projet de révision constitutionnelle, le président et le Parlement interviendront directement dans la nomination de membres du Haut Conseil des juges et procureurs (en) (HSYK), chargé de nommer et de destituer les magistrats,, ; l'opposition affirme que cela conforterait la dérive autoritaire constatée depuis l'échec de la tentative de coup d'État du 15 juillet 2016 suivie par l'arrestation de milliers de personnes, notamment des magistrats, policiers, journalistes, militaires et universitaires.

## Contexte

### Date
Le référendum est convoqué le jour de l'adoption de la dernière partie de l'amendement de janvier 2017,. La date de sa tenue doit alors être annoncée après l'approbation du projet de révision constitutionnelle par le président Recep Tayyip Erdoğan. Celle-ci est théoriquement prévue le dimanche 16 avril 2017 ou à une date antérieure,,,. Le 1er février 2017 le groupe parlementaire du Parti de la justice et du développement annonce la date du 23 avril 2017 en invoquant des « impératifs climatiques » justifiés dans les provinces orientales. Le 10 février 2017, le président Erdoğan approuve le projet et convoque finalement le référendum pour le 16 avril 2017.
En France, en Allemagne, en Suisse, en Autriche et au Danemark, le scrutin a lieu en continu du 27 mars au 9 avril 2017.

## Campagne
L'article 94/A de la loi électorale turque du 26 avril 1961 interdit les campagnes électorales à l'étranger. Cette interdiction n'est pas respectée par la plupart des partis politiques turcs, y compris par le Parti républicain du peuple (CHP) et le Parti de la justice et du développement (AKP). Cela s'explique notamment par l'absence de sanction spécifique, même si le Conseil électoral supérieur (Yüksek Seçim Kurulu) est compétent dans ce domaine.

### Oui

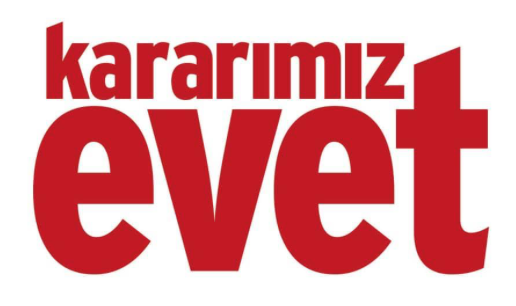
Logo de la campagne du oui de l'AKP.

#### À l'étranger

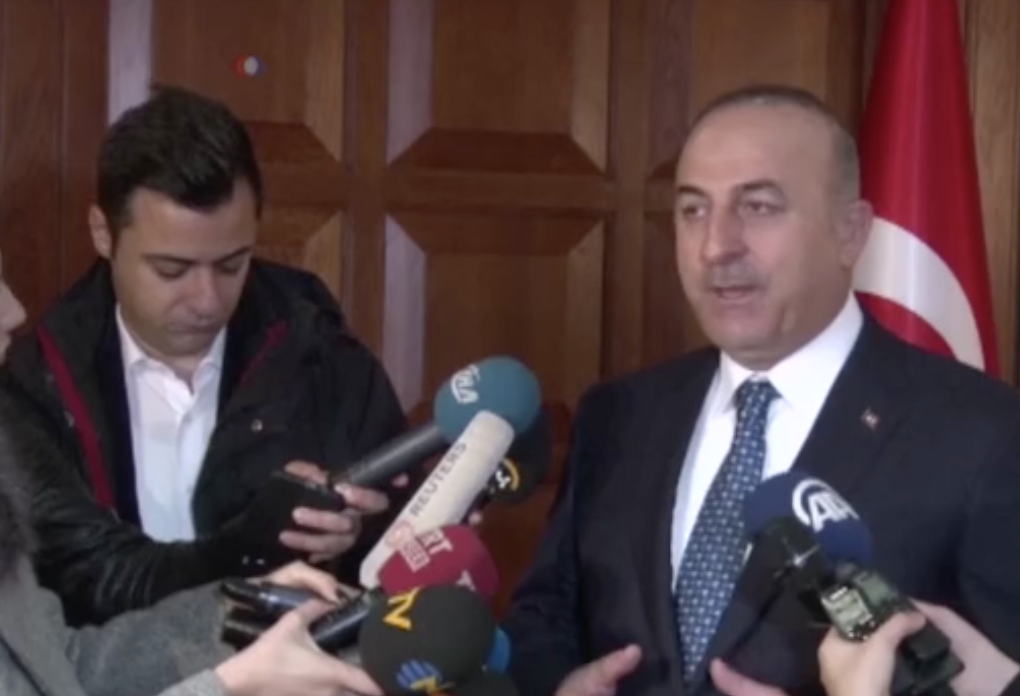
Mevlüt Çavuşoğlu réagissant aux événements.

À partir du 3 mars 2016, des meetings favorables au « oui » et auxquels devait notamment participer le ministre des Affaires étrangères, Mevlüt Çavuşoğlu, sont annulés en Allemagne. Le président turc Recep Tayyip Erdoğan dénonce alors des « pratiques nazies ».
Le 11 mars 2017, des meetings sont de nouveaux annulés aux Pays-Bas et Çavuşoğlu et Fatma Betül Sayan Kaya, ministre de la Famille, sont empêchés d'y assister. Erdoğan évoque alors des pratiques « nazies et fascistes », provoquant une nouvelle crise diplomatique. Des rassemblements similaires sont également annulés en Suisse et en Autriche. Cependant, le 12 mars, le gouvernement français autorise la participation du ministre turc des Affaires étrangères à un meeting à Metz, provoquant une polémique.
Dans la nuit du 14 mars, plusieurs comptes Twitter, dont UNICEF, Amnesty International, ministère français de l'Économie et des Finances ou encore Forbes, France 3 Normandie et Envoyé spécial, ont été piratés pour faire la propagande d'Erdoğan, du « oui » au référendum et traiter l'Allemagne et les Pays-Bas de « pays nazis »,.
Le 19 mars, Erdoğan réitère ses accusations et accuse personnellement la chancelière Angela Merkel. En réaction, celle-ci menace d'interdire ces meetings.
Le 21 mars, Ankara décide d'annuler tous les meetings pro-oui prévus en Allemagne jusqu'au référendum.

### Non
La campagne pour le « non » a notamment été soutenue par Tuna Bekleviç, fondateur du Parti du « non ». 

#### À l'étranger
Le 10 mars 2017, une campagne en turc en faveur du « non » au référendum est lancée sur les chaînes allemandes appartenant au groupement public ARD.

## Résultats
Dès l'annonce des premiers résultats, le « oui » est en tête du scrutin, avec une très courte majorité.
| Choix                     | Votes      | %     |
| ------------------------- | ---------- | ----- |
| Pour                      | 25 157 463 | 51,41 |
| Contre                    | 23 779 141 | 48,59 |
|                           |            |       |
| Votes valides             | 48 936 604 | 98,27 |
| Votes blancs et invalides | 862 251    | 1,73  |
| Total                     | 49 798 855 | 100   |
| Abstention                | 8 493 043  | 14,57 |
| Inscrits/Participation    | 58 291 898 | 85,43 |

| Oui (51,41 %) |  |  | Non (48,59 %) |
| ▲             |  |  |               |

### Résultats dans la diaspora
Selon l'agence Anadolu, les Turcs de la diaspora ont voté à 59,09 % pour le « oui ».
Près de 60 % des inscrits ont participé au scrutin en Belgique et le « oui » l'emporte à 74,98 % (agence Anadolu).
En Suisse, 54 436 des 95 263 électeurs inscrits ont voté et le « oui » n'a obtenu que 38,08 % des voix (agence Anadolu).
En Allemagne, 63,07 % des votants ont voté « oui » (agence Anadolu).
En Autriche, le « oui » obtient 73,23 % (agence Anadolu). Il l'emporte également en France (64,86 %) et aux Pays-Bas (70,94 %), toujours selon l'agence Anadolu.

## Réactions

### Critiques et contestations
La campagne est marquée par des incidents, plusieurs meetings en faveur du « non » ayant été annulés ou perturbés par des casseurs. Durant les débats parlementaires, des députés du camp présidentiel se battent en plein hémicycle avec des opposants au projet de référendum afin de les faire taire.
Un changement de dernière minute du Conseil électoral supérieur autorisant le décompte de bulletins de vote non vérifiés est notamment très critiqué par l'opposition, selon laquelle cette décision aurait rajouté 1,5 million de bulletins de vote supplémentaires.
Après l'annonce des résultats, une mission commune d'observateurs de l'OSCE et du Conseil de l'Europe dénonce le fait que la campagne s'est déroulée dans des conditions inéquitables, critiquant des modifications tardives dans la procédure de comptage des voix, des manquements dans le déroulement du scrutin et l'engagement prononcé de l'administration turque en faveur du « oui ». Un membre de la délégation a déclaré que la campagne avait été « ternie par de hauts responsables qui ont assimilé les partisans du non à des sympathisants des terroristes », le président Recep Tayyip Erdoğan pour sa part ayant plusieurs fois affirmé avant le scrutin que les partisans du « non » faisaient le jeu des « organisations terroristes » et des putschistes.
L'opposition dénonce des fraudes et demande un recomptage des voix. Le 18 avril 2017, celle-ci dépose un recours pour faire invalider le résultat du scrutin. Celui-ci est rejeté le lendemain 19 avril par le Haut Conseil électoral.
Des milliers de personnes manifestent les jours suivants, notamment à Ankara, Istanbul et Izmir, contre les suspicions de fraude au référendum. Avec l'intervention de la police, plusieurs manifestants sont arrêtés et des journalistes agressés. Le gouverneur de Gaziantep décrète une interdiction de manifestation d'une durée d'un mois sur son territoire pour des raisons de « sécurité publique »,.
Trois semaines après le scrutin, les manifestations de rue s'essoufflent tandis que le régime poursuit de nombreuses arrestations d'opposants.

### Réactions internationales
Le 18 avril 2017, le président américain Donald Trump félicite son homologue turc.
Il est suivi le jour même par le président russe Vladimir Poutine.